# Parts of Kesteven
Parts of Kesteven – byłe hrabstwo w Anglii, istniejące w latach 1889-1974. W 1961 roku hrabstwo liczyło 134 842 mieszkańców.